# Gewichtheber-Bundesliga 2007/08
Die 1. Bundesliga 2007/08 im Gewichtheben war die 45. Saison in der Geschichte der Gewichtheber-Bundesliga. 14 Mannschaften aufgeteilt auf drei Staffeln traten  gegeneinander an. Mannschaftsmeister wurde der SV Germania Obrigheim, der damit zum zweiten Mal die Meisterschaft für sich entscheiden konnte.

## Staffel Süd
| Pl. | Verein               |                 | Max   | Punkte |
| --- | -------------------- | --------------- | ----- | ------ |
| 1.  | Chemnitzer AC        | 4788.6 : 3201.1 | 881.6 | 12:0   |
| 2.  | SG Fortschritt Eibau | 3779.0 : 3733.4 | 686.8 | 8:4    |
| 3.  | AC Suhl              | 3270.0 : 3983.2 | 606.0 | 2:10   |
| 4.  | AC Atlas Plauen      | 2999.1 : 3919.0 | 569.0 | 2:10   |

## Staffel Mitte
| Pl. | Verein                |                 | Max   | Punkte |
| --- | --------------------- | --------------- | ----- | ------ |
| 1.  | SV Germania Obrigheim | 6126.3 : 5136.7 | 862.8 | 14:2   |
| 2.  | AC Germania St. Ilgen | 5783.6 : 5282.2 | 774.6 | 12:4   |
| 3.  | AC Forst              | 5506.1 : 5491.4 | 749.0 | 8:8    |
| 4.  | KSV Durlach           | 5408.8 : 5436.1 | 725.4 | 6:10   |
| 5.  | AC Altrip             | 4201.4 : 5679.8 | 590.6 | 0:16   |

## Staffel Nord
| Pl. | Verein                   |                 | Max   | Punkte |
| --- | ------------------------ | --------------- | ----- | ------ |
| 1.  | SSV Samswegen            | 6220.0 : 4881.5 | 817.0 | 16:0   |
| 2.  | Berliner TSC             | 5845.1 : 5116.1 | 790.0 | 10:6   |
| 3.  | AC Airport Neuhardenberg | 5030.3 : 5182.4 | 706.5 | 8:8    |
| 4.  | TSV 1860 Stralsund       | 5183.2 : 5418.7 | 745.8 | 4:12   |
| 5.  | AC Heros Berlin          | 3554.7 : 5234.6 | 521.9 | 2:14   |

## Finale
Das Finale fand am 5. April in Obrigheim statt. Teilnehmer waren die drei Staffelsieger Obrigheim, Samswegen und Chemnitz. Vor rund 1500 Zuschauern wurde der SV Germania Obrigheim mit 967,2 Punkten deutscher Meister. Auf den Plätzen folgten der Chemnitzer AC (957,2 Punkte) und der SSV Samswegen (916,0 Punkte).